# Llongafollia
Llongafollia és una obra de Sant Feliu de Pallerols (Garrotxa) inclosa a l'Inventari del Patrimoni Arquitectònic de Catalunya.

## Descripció
Edifici civil orientat a Sud-oest amb teulada a dues vessants. Es troba assentada sobre un petit turó de pedra marga i amb desnivell. A la façana principal hi ha tres graons de pedra que donen a un portal dovellat. Hi ha alguna finestra amb pedra treballada amb motius molt poc elaborats. A la part esquerra del cos principal hi ha una pallissa realitzada amb material més modern i una petita era molt ben situada i perfectament conservada. A la part del darrere hi ha edificis auxiliars que correspondrien a antics corrals. També hi ha una entrada.

## Història
L'antiguitat d'aquesta masia queda demostrada per un document del segle xii. És un testament de Dulce, senyora d'Hostoles, fet el 17 de setembre de 1184. Ja està citat "Llongafollia" com una de les cases que posseïa a Sant Feliu de Pallerols i en feia donació al monestir de Santa Maria d'Amer.